# Euchromia interstans
Euchromia interstans là một loài bướm đêm thuộc phân họ Arctiinae, họ Erebidae.